# یتینگن (بادن-وورتمبرگ)
یتینگن (به آلمانی: Jettingen) یک شهر در آلمان است که در Böblingen واقع شده‌است. یتینگن ۷٬۴۴۴ نفر جمعیت دارد.

## خواهرخوانده
شهرهای Senones و ورنیو خواهرخوانده‌های یتینگن (بادن-وورتمبرگ) هستند.